# استر پرل
استر پِرِل (انگلیسی: Esther Perel؛ زادهٔ ۱۹۵۸ (۶۶–۶۷ سال)) روان‌درمانگر اهل بلژیک با پیشینه یهودی-لهستانی است. او متخصص روان‌درمانی بوده و تنش بین نیاز به امنیت (عشق، تعلق و نزدیکی) و نیاز به آزادی (تمایل جنسی، ماجراجویی و فاصله) را در روابط انسانی بررسی کرده است.
پرل ایده هوش شهوانی را در کتابش Mating in Captivity: Unlocking Erotic Intelligence در سال ۲۰۰۶ را توضیح داد. این کتاب به ۲۴ زبان ترجمه شده است. پس از انتشار آن، او مشاوری بین المللی در روابط و روابط جنسی شد. 
تدتاک های او در فوریه سال ۲۰۱۳ به نام های The secret to desire in a long-term relationship و در سال ۲۰۱۵ Rethinking infidelity ... a talk for anyone who has ever loved اجرا شد.
پرل میزبان پادکست «از کجا شروع کنیم؟» است. این پادکست بر اساس ماجراهای واقعی زوج های ناشناس در دفتر مشاوره وی حول موضوعات مانند خیانت، نبود رابطه جنسی، و اندوه است.
در سال ۲۰۱۶، نام پرل در لیست Supersoul اپرا وینفری به عنوان چهره آرمان گرا و رهبر تاثیرگذار قرار گرفت.

## زندگی حرفه ای
پرل یهودی بوده و فرزند دو بازمانده لهستانی از فاجعه هولوکاست می باشد. وی در آنتورپ رشد یافت و در دانشگاه عبری اورشلیم در اسرائیل تحصیل کرد. او در میان بازماندگان هولوکاست در آنتورپِ بلژیک بزرگ شد و از دو گروه در اطرافش یاد می کند: «آنهایی که نمردند، و آنهایی که به زندگی بازگشتند.» مشاهدات وی اینگونه بود «آنهایی که نمردند افرادی بودند محصور به زمین، ترسیده و بی اعتماد. دنیا برای آنها مکانی خطرناک بود و خوشی گزینه ای غیرممکن. شما نمی توانید بازی کنید، ریسک کنید، یا خلاق باشید وقتی یک حداقلی از امنیت را نداشته باشید. زیرا شما به درجه ای از ناخودآگاهی نیاز دارید تا بتوانید هیجان و لذت را تجربه نمایید. آنهایی که به زندگی برگشتند آنهایی بودند که تمایلات جنسی را پادزهری برای مرگ می دانستند.»
پِرل پیش از آنکه مسیر حرفه ای خود را در تئوری سیستم خانواده پیدا کند، در رواندرمانی روانپویشی psychodynamic psychotherapy آموزش دید. او در ابتدا به عنوان یک روان درمانگر میان-فرهنگی با زوج ها و خانواده ها شروع به کار نمود.
همچنین وی کار بازیگری و راه اندازی یک بوتیک لباس در آنتورپ را نیز در سابقه خود دارد.

## زندگی شخصی
پرل با آقای جک ساول، استادیار جمعیت و سلامت خانواده در دانشگاه Mailman School of Public Health ازدواج کرده است، آنها دو پسر دارند.

## بازی در فیلم
دکتر استرپرل، با بازی در فیلم تازه‎بودن و در نقش خودشان، ایده «هوش شَهوانی» آمده در کتاب «گرفتاری در رابطه‌ی جنسی: بازکردن هوشمند قفل اروتیک(۲۰۰۶)» را اینگونه توضیح می‌دهد:
گفتگو در مورد خیانت و رابطهِ ‎باز میان زوج‌های جوان، یک موضوع واحد نیست. چون عصاره خیانت، رازداری و مفهوم رابطهِ ‎باز حول صداقت طرفین بنا شده‌است. این ایده جالبی نیست، که اگر طرفین به‌دنبال پیداکردن نفر سومی باشند، لزوماً به این معنی است، که می‌خواهد از همسر خود دوری کند؛ بلکه به این معنی است، که من می‌خواهم خودم را در جای دیگر پیدا کنم؛ و با قدرت بیشتری به زندگی اصلی‌ام برگردم.
اما در رابطه‌های پنهانی، زوجین در تلاش هستند، با حفظ پایداری و امنیت خانواده، آزادی و خودمختاری را هم داشته باشند؛ و این رابطه و وابستگی ناممکن، باعث ایجاد چالشی بزرگ در زندگی آنها می‌گردد.
پس بهترین حالت در رابطهِ ‎باز بین زوجین این است که به آن به چشم یک استراحت بین‌راه نگاه کنند و هرگز آن را به عنوان مقصد نبینند.

## کتاب ها
- Mating in Captivity: Unlocking Erotic Intelligence - ۲۰۰۶
- ۲۰۱۷ - The State of Affairs: Rethinking Infidelity